# Struppen
Struppen – miejscowość i gmina w Niemczech, w kraju związkowym Saksonia, w okręgu administracyjnym Drezno, w powiecie Sächsische Schweiz-Osterzgebirge, wchodzi w skład wspólnoty administracyjnej Königstein/Sächs. Schweiz.